# Maja Božič
Maja Božič, slovenska bibliotekarka in zgodovinarka.
Leta 2006 je diplomirala na Oddelku za zgodovino Filozofske fakultete v Ljubljani pod mentorstvom Dušana Nečaka. Istega leta se je zaposlila v knjižnici Oddelka za zgodovino. Leta 2007 je opravila bibliotekarski izpit, leta 2009 pa je pridobila licenco za vzajemno katalogizacijo. Raziskuje zgodovino migracij po drugi svetovni vojni. Leta 2013 je magistrirala s temo o prebežnikih v Avstrijo od 1945 do 1961.

## Izbrana dela
- Na poti v svet: Prebežniki severne meje 1945-1961. Migracije in slovenski prostor od antike do danes. Ljubljana 2010. str. 413-429.